# 진주 동산재
진주 동산재(晉州 東山齋)는 대한민국 경상남도 진주시 대평면에 있는 조선시대의 사당이다.
1983년 7월 20일 경상남도의 문화재자료 제14호 동산재로 지정되었다가, 2018년 12월 20일 현재의 명칭으로 변경되었다.

## 개요
창원 황씨 문중에서 세운 것으로 조상들의 제사를 모시는 곳이다.
여기에는 황석기·황상·황준·황윤·황우·홍어필의 위패를 모시고 있으며 해마다 음력 10월 15일에 제사를 지내고 있다.
원래 신풍리 939번지에 소재하던 것을 남강댐 숭상공사로 인하여 1995년 현 위치로 이건하였다.
건물은 동산재, 세덕사, 문봉헌이 있고 정문인 조양문과 세덕사 정문인 추원문이 있다.

## 배향인물
- 황석기
- 황상
- 황윤
- 황우
- 황여필

## 참고 자료
- 진주 동산재 - 국가유산청 국가유산포털